# Тавник
Тавник је насељено шумадијско место града Краљева у долини Западног Поморавља, које административно припада Рашком округу. Према попису из 2022. било је 955 становника.
Село Тавник се простире на 1.813 хектара, и одувек је било богато њивама, воћњацима, пашњацима. Пољопривреда је једна од најзначајнијих делатности, а у области воћарства посебно се истиче производња веома квалитетне дуње која учествује са преко 60 одсто на домаћем тржишту.
Такође, добро развијено сточарство условило је и развој прерађивачке индустрије, па су у тој области настале веома познате фабрике, кланице, млекаре, пекаре... са по стотину радника. Најпознатије фирме су: НИД, „Сан“ „Милкоп“, „Сирник“, „Интер кожа“, „Тавник“, „Гигант“, фабрика за прераду камена „Свис стоун“, превозничка предузећа „Интер транс“, „МП Ивановић“... , а због иновативних еколошки одрживих производа и технологија посебно треба истаћи америчко српску компанију ЕЦОР Глобал лтд д.о.о. Србија (ЕЦОР).
Иако једно од најразвијенијих производних насеља, због деценијама нерешеног питања комуналне и урбане инфраструктуре од стране града, међу становницима села се 2014. године појавила идеја о припајању суседном граду Чачку.
У Тавнику је лоциран терминал цивилног аеродрома Морава (IATA: КVO, ICAO: LYKV) , чијим активирањем ће ово село, као и цело окружење добити велики подстицај за експанзију развоја и лакши приступ тржиштима Европе и света, али и инвестиционо улагање.
У селу је рођен Радован Вукадиновић, професор права и академик.
Овде се налази Чардак Подгорац Игрутина.

## Демографија
У насељу Тавник живи 1050 пунолетних становника, а просечна старост становништва износи 44,2 година (42,9 код мушкараца и 45,5 код жена). У насељу има 376 домаћинстава, а просечан број чланова по домаћинству је 3,38.
Ово насеље је великим делом насељено Србима (према попису из 2002. године), а у последња три пописа, примећен је пад у броју становника.
|  |

| Демографија | Демографија | Демографија |
| Година      | Становника  | Становника  |
| ----------- | ----------- | ----------- |
| 1948.       | 1.666       |             |
| 1953.       | 1.697       |             |
| 1961.       | 1.731       |             |
| 1971.       | 1.637       |             |
| 1981.       | 1.552       |             |
| 1991.       | 1.394       | 1.385       |
| 2002.       | 1.271       | 1.340       |

| Етнички састав према попису из 2002.‍ | Етнички састав према попису из 2002.‍ | Етнички састав према попису из 2002.‍ | Етнички састав према попису из 2002.‍ | Етнички састав према попису из 2002.‍ |
| ------------------------------------ | ------------------------------------ | ------------------------------------ | ------------------------------------ | ------------------------------------ |
|                                      |                                      |                                      |                                      |                                      |
| Срби                                 | Срби                                 |                                      | 1.269                                | 99,84%                               |
| непознато                            | непознато                            |                                      | 2                                    | 0,15%                                |

| Година пописа     | 1948. | 1953. | 1961. | 1971. | 1981. | 1991. | 2002. |
| ----------------- | ----- | ----- | ----- | ----- | ----- | ----- | ----- |
| Број домаћинстава | 336   | 350   | 468   | 425   | 426   | 376   | 376   |

| Број чланова      | 1  | 2  | 3  | 4  | 5  | 6  | 7  | 8 | 9 | 10 и више | Просек |
| ----------------- | -- | -- | -- | -- | -- | -- | -- | - | - | --------- | ------ |
| Број домаћинстава | 67 | 85 | 61 | 56 | 45 | 42 | 13 | 5 | 1 | 1         | 3,38   |

| Пол    | Укупно | Неожењен/Неудата | Ожењен/Удата | Удовац/Удовица | Разведен/Разведена | Непознато |
| ------ | ------ | ---------------- | ------------ | -------------- | ------------------ | --------- |
| Мушки  | 539    | 154              | 339          | 33             | 13                 | 0         |
| Женски | 550    | 72               | 337          | 125            | 12                 | 4         |
| УКУПНО | 1.089  | 226              | 676          | 158            | 25                 | 4         |

| Пол    | Укупно                    | Пољопривреда, лов и шумарство | Рибарство                            | Вађење руде и камена | Прерађивачка индустрија       |
| ------ | ------------------------- | ----------------------------- | ------------------------------------ | -------------------- | ----------------------------- |
| Мушки  | 323                       | 170                           | 0                                    | 0                    | 61                            |
| Женски | 156                       | 104                           | 0                                    | 0                    | 13                            |
| УКУПНО | 479                       | 274                           | 0                                    | 0                    | 74                            |
| Пол    | Производња и снабдевање   | Грађевинарство                | Трговина                             | Хотели и ресторани   | Саобраћај, складиштење и везе |
| Мушки  | 1                         | 16                            | 13                                   | 4                    | 28                            |
| Женски | 1                         | 0                             | 12                                   | 5                    | 3                             |
| УКУПНО | 2                         | 16                            | 25                                   | 9                    | 31                            |
| Пол    | Финансијско посредовање   | Некретнине                    | Државна управа и одбрана             | Образовање           | Здравствени и социјални рад   |
| Мушки  | 0                         | 3                             | 24                                   | 1                    | 2                             |
| Женски | 0                         | 0                             | 1                                    | 1                    | 10                            |
| УКУПНО | 0                         | 3                             | 25                                   | 2                    | 12                            |
| Пол    | Остале услужне активности | Приватна домаћинства          | Екстериторијалне организације и тела | Непознато            | Непознато                     |
| Мушки  | 0                         | 0                             | 0                                    | 0                    | 0                             |
| Женски | 0                         | 6                             | 0                                    | 0                    | 0                             |
| УКУПНО | 0                         | 6                             | 0                                    | 0                    | 0                             |